# Goosebumps (bokserie)
Goosebumps (på svenska även kallad Kalla kårar) är en bokserie med horrorböcker för barn skapad av den amerikanske författaren R.L. Stine på förlaget Scholastic. Böckerna handlar om barn som på ett eller annat sätt hamnar i läskiga situationer, som för det mesta involverar olika monster eller andra övernaturliga ting. Mellan 1992 och 1997 gavs det ut 62 böcker från denna serie, som sedan den första boken gavs ut, har översatts till 32 olika språk och sålt över 400 miljoner exemplar över hela världen. Detta gör det till historiens näst mest säljande bokserie efter J.K. Rowling och hennes bokserie om Harry Potter.
Goosebumps-serien har sedan sin utgivning både fått en TV-serie och två stycken filmatiseringar (släppta 2015 och 2018). I filmerna spelas böckernas författare R.L. Stine av Jack Black (i den andra filmen är hans roll okrediterad).